# آيدين دوغان
آيدين دوغان (بالتركية: Aydın Doğan)‏ (و. 1936 – م) هو رجل أعمال، ورائد أعمال، وتاجر من تركيا .

## التعليم
تعلم في جامعة مرمرة

## جوائز
حصل على جوائز منها:
- وسام الجدارة من الدرجة الأولى صنف الاستحقاق من جمهورية ألمانيا الاتحادية
- وسام الجدارة من الدرجة الأولى صنف الاستحقاق من جمهورية ألمانيا الاتحادية.

## روابط خارجية
- آيدين دوغان على موقع مونزينجر (الألمانية)